# Eleições estaduais em Alagoas em 2018
As eleições estaduais em Alagoas em 2018 serão realizadas em 7 de outubro, como parte das eleições gerais no Brasil. Os alagoanos aptos a votar irão eleger seus representantes na seguinte proporção: nove deputados federais, dois senadores e vinte e sete deputados estaduais. De acordo com a legislação eleitoral, no caso nenhum dos candidatos ao cargos de governador atingir mais de 50% dos votos válidos, um segundo turno seria realizado em 28 de outubro, porém não preciso, já que Renan Filho conseguiu ser reeleito no primeiro turno com impressionantes 77,30% dos votos válidos.

## Resultado da eleição para governador
Segundo o Tribunal Superior Eleitoral houve 1.295.083 votos nominais (76,51%), 103.344 votos em branco (6,10%) e 294.448 votos nulos (17,39%) calculados sobre um total de 443.429 eleitores. O número de abstenções foi de 494.353 (22,60%).
| Candidatos a governador do estado | Candidatos a vice-governador | Número | Coligação | Votação   | Percentual |
| --------------------------------- | ---------------------------- | ------ | --- | --------- | ---------- |
| Renan Calheiros Filho MDB         | Luciano Barbosa MDB          | 15     | Avança mais Alagoas (MDB, PT, PTB, PDT, PODE, PPS, PR, PCdoB, PHS, PV, AVANTE, PSD, PRTB, DC, PRP, SD e PMN) | 1.001.053 | 77,30%     |
| Josan Leite PSL                   | Sérgio Simões PSL            | 17     | Muda Alagoas de verdade (PSL, PATRI e PPL)                                                                   | 143.208   | 11,06%     |
| Pinto de Luna PROS                | Jorge VI PSDB                | 90     | Alagoas com o povo (PROS, PSDB, PTC, PP, PSB, DEM, PSC e PRB)                                                | 94.653    | 7,31%      |
| Basile Christopoulos PSOL         | Danúbia Barbosa PSOL         | 50     | Reconstruir Alagoas (PSOL e PCB)                                                                             | 56.169    | 4,34%      |
| Melquezedeque Farias PCO          | Élcio Lins PCO               | 29     | PCO (sem coligação)                                                                                          | 2.858     | 0,26%      |

Em 14 de setembro, Fernando Collor, do PTC, decidiu retirar sua candidatura ao governo de Alagoas. Em vídeo feito nas redes sociais, o senador e ex-presidente da República afirmou que o motivo de sua saída da eleição foi "falta de unidade" da coligação "Alagoas com o Povo". Após a desistência do candidato a vice, Kelmann Vieira, a coligação indicou como candidato ao governo do Estado de Alagoas o delegado federal aposentado, ex-Superintendente da Polícia Federal em Alagoas, Pinto de Luna (PROS) e Jorge VI (PSDB) como vice.
| Partido | Partido | Candidato     | Votos     | Votos (%) |
| ------- | ------- | ------------- | --------- | --------- |
|         | MDB     | Renan         | 1 001 053 | 77,13%    |
|         | PSL     | Josan         | 143 208   | 11,03%    |
|         | PROS    | Luna          | 94 653    | 7,29%     |
|         | PSOL    | Basile        | 56 169    | 4,33%     |
|         | PCO     | Melquezedeque | 2 858     | 0,22%     |
| Totais  | Totais  | Totais        | 1 297 941 |           |

## Resultado da eleição para senador

### Turno Único
Segundo o Tribunal Superior Eleitoral houve 2.602.484 votos nominais (76,87%), 245.663 votos em branco (7,26%) e 537.603 votos nulos (15,88%) calculados sobre um total de 443.429 eleitores que nesta eleição, tinham o direito de votar em dois senadores. O número de abstenções foi de 103.929 (18,99%).
| Candidatos a senador da República | Candidatos suplente                         | Número | Coligação | Votação | Percentual |
| --------------------------------- | ------------------------------------------- | ------ | --- | ------- | ---------- |
| Rodrigo Cunha PSDB                | Eudócia Caldas PSB Henrique Arruda PROS     | 456    | Alagoas com o povo (PTC, PSDB, PP, PSB, PSC, DEM, PROS e PRB)                                                | 895.738 | 34,42%     |
| Renan Calheiros MDB               | Rafael Tenório MDB Silvânia Barbosa PRTB    | 151    | Avança Mais Alagoas (MDB, PT, PTB, PDT, PODE, PPS, PR, PCdoB, PHS, PV, AVANTE, PSD, PRTB, DC, PRP, SD e PMN) | 621.562 | 23,76%     |
| Maurício Quintella Lessa PR       | Luiz Romero Farias PR Gilvânia Barros MDB   | 222    | Avança Mais Alagoas (MDB, PT, PTB, PDT, PODE, PPS, PR, PCdoB, PHS, PV, AVANTE, PSD, PRTB, DC, PRP, SD e PMN) | 494.027 | 18,98%     |
| Benedito de Lira PP               | Lúcia Teófilo PSDB Gustavo Lima PP          | 111    | Alagoas com o Povo (PTC, PSDB, PP, PSB, PSC, DEM, PROS e PRB)                                                | 364.316 | 14,00%     |
| Flávio Moreno PSL                 | Sarita Machado PSL Marcos Perciano PSL      | 177    | Muda Alagoas de Verdade (PSL, PATRI e PPL)                                                                   | 142.757 | 5,49%      |
| Cícero Albuquerque PSOL           | Felipe Cavalcante PSOL Neneza Domingos PSOL | 500    | Reconstruir Alagoas (PSOL e PCB)                                                                             | 57.747  | 2,22%      |
| Osvaldo Maciel PCB                | Inaldo Valões PCB Antônio Ugá PSOL          | 210    | Reconstruir Alagoas (PSOL e PCB)                                                                             | 14.785  | 0,57%      |
| Sérgio Cabral PATRI               | Junior Moreira PATRI Luana Borges PSL       | 511    | Muda Alagoas de verdade (PSL, PATRI e PPL)                                                                   | 11.552  | 0,44%      |
| Flávia Melo PCO                   | Kátia Cavalcante PCO Nil Andrade PCO        | 290    | PCO (sem coligação)                                                                                          | 2.735   | 0,12%      |

| Partido | Partido | Candidato   | Votos     | Votos (%) |
| ------- | ------- | ----------- | --------- | --------- |
|         | PSDB    | Cunha       | 895 738   | 34,38%    |
|         | MDB     | Renan       | 621 562   | 23,86%    |
|         | PR      | Quintella   | 494 027   | 18,96%    |
|         | PP      | Benedito    | 364 316   | 13,98%    |
|         | PSL     | Moreno      | 142 757   | 5,48%     |
|         | PSOL    | Albuquerque | 57 747    | 2,22%     |
|         | PCB     | Osvaldo     | 14 785    | 0,57%     |
|         | PATRI   | Cabral      | 11 552    | 0,44%     |
|         | PCO     | Flávia      | 2 735     | 0,1%      |
| Totais  | Totais  | Totais      | 2 605 219 |           |

## Deputados Federais eleitos
São relacionados os candidatos eleitos com informações complementares da Câmara dos Deputados. Ressalte-se que os votos em branco eram considerados válidos para fins de cálculo do quociente eleitoral nas disputas proporcionais até 1997, quando essa anomalia foi banida de nossa legislação.
| Deputados Federais eleitos | Partido | Votação | Percentual | Cidade onde nasceu | Unidade federativa |
| -------------------------- | ------- | ------- | ---------- | ------------------ | ------------------ |
| João Henrique Caldas       | PSB     | 178.645 | 12,25%     | Maceió             | Alagoas            |
| Arthur Lira                | PP      | 143.858 | 9,86%      | Maceió             | Alagoas            |
| Marx Beltrão               | PSD     | 139.458 | 9,56%      | Maceió             | Alagoas            |
| Sérgio Toledo              | PR      | 98.201  | 6,73%      | Maceió             | Alagoas            |
| Nivaldo Albuquerque        | PTB     | 84.956  | 5,82%      | Maceió             | Alagoas            |
| Isnaldo Bulhões            | MDB     | 71.847  | 4,93%      | Maceió             | Alagoas            |
| Severino Pessôa            | PRB     | 70.413  | 4,83%      | Arapiraca          | Alagoas            |
| Paulo Fernando             | PT      | 60.900  | 4,18%      | Recife             | Pernambuco         |
| Tereza Nelma               | PSDB    | 44.207  | 3,03%      | Arapiraca          | Alagoas            |